# 富山県花総合センター
富山県花総合センター（とやまけんはなそうごうせんたー、愛称、エレガガーデン）は、富山県砺波市高道に所在する植物園である。

## 概要
施設内には様々な種類の花が展示されており、花の栽培技術の紹介や草花、球根、山野草などの見本展示、年3回の花まつりの開催など、花に関する情報発信基地となっている。
開園時間は9時から16時30分まで、火曜休園、入園料は無料。

## 沿革
日本一の花と緑の県づくりを目指している富山県の中核施設として、砺波チューリップ公園東側、砺波市道坪内三郎丸線沿いに総面積約2,700m2の用地を求め、総事業費13億4,200万円を投じて建設され、1987年（昭和62年）4月に、富山県花き総合センター（エレガガーデン）を竣工させ、4月24日に開館した。
2024年（令和6年）10月1日、新田八朗富山県知事が記者会見で、老朽化が進み維持管理コストがかさんでいる当園を2026年度末で廃止にすると発表した。跡地（27,060m2）は砺波市役所の新庁舎建設地として最有力とされている。

## 主な施設
本館
展示ホールがある。
展示温室
立山をイメージしている。
ふれあい広場
円形の広場。
モデル花壇
屋外にある花壇。